# Albanie au Concours Eurovision de la chanson 2021
L'Albanie est l'un des trente-neuf pays participants du Concours Eurovision de la chanson 2021, qui se déroule à Rotterdam aux Pays-Bas. Le pays est représenté par la chanteuse Anxhela Peristeri et sa chanson  Karma, sélectionnés lors du 59e Festivali i Këngës. Le pays se classe 21e avec 57 points lors de la finale.

## Sélection
Le 17 septembre 2020, le radiodiffuseur national albanais RTSH confirme la participation de l'Albanie au Concours Eurovision de la chanson 2021 à Rotterdam,aux Pays-Bas. Depuis ses débuts en 2004, les albanais ont systématiquement sélectionné leur chanson dans le cadre du concours de longue date Festivali i Këngës.

### Format
La compétition se compose de deux demi-finales les 21 et 22 décembre et d'une finale le 23 décembre 2020,. Un jury décide seul des résultats, qui ne seront pas détaillés.

### Chansons
Du 14 août 2020 au 2 octobre 2020, les artistes intéressés peuvent soumettre leurs œuvres au diffuseur. Un comité artistique composé de Agim Doçi, Alma Bektashi, Eugent Bushpepa, Jonida Maliqi et Klodian Qafoku, examine les soumissions reçues et choisit 26 artistes et chansons pour participer aux demi-finales du Festivali i Këngës. Le 16 novembre, RTSH publie les chansons en compétition sur sa chaîne YouTube. La chanteuse Majola Nallbani est contrainte de se retirer de la compétition après avoir contracté la maladie à coronavirus 2019.
| Liste des participants | Liste des participants | Liste des participants | Liste des participants         |
| Artistes               | Chansons               | Compositeur            | Auteur(s)                      |
| ---------------------- | ---------------------- | ---------------------- | ------------------------------ |
| Agim Poshka            | Vendi im               | Agim Poshka            | Agim Poshka                    |
| Anxhela Peristeri      | Karma                  | Kledi Bahiti           | Olti Curri                     |
| Devis Xherahu          | Peng                   | Devis Xherahu          | Pandi Laço                     |
| Enxhi Nasufi           | Njësoj                 | Endri Buka             | Enxhi Nasufi                   |
| Era Rusi               | Zjarri im              | Enis Mullaj            | Era Rusi, Eriona Rushiti       |
| Erik Lloshi            | Jo                     | Enis Mullaj            | Endrit Mumajesi                |
| Evi Reçi               | Tjerr                  | Olsa Toqi              | Florian Zyka                   |
| Fatos Shabani          | Ty                     | Fatos Shabani          | Fatos Shabani                  |
| Festina Mejzini        | Kush je ti dashuri     | Flamur Shehu           | Jorgo Papingji                 |
| Florent Abrashi        | Vajzë                  | Bledi Shishmani        | Bledi Shishmani                |
| Franc Koruni           | E morën botën          | Franc Koruni           | Franc Koruni                   |
| Gigliola Haveriku      | E lirë                 | Endrit Shani           | Pandi Laço                     |
| Gjergj Kaçinari        | Më jep jetë            | Gjergj Kaçinari        | Gjergj Kaçinari, Ilir Krasniqi |
| Inis Neziri            | Pendesë                | Inis Neziri            | Elhaid Cufi                    |
| Kamela Islamaj         | Kujtimet s'kanë formë  | Kamela Islamaj         | Megi Hasani                    |
| Kastro Zizo            | Vallja e jetës         | Klevis Bega            | Klevis Bega                    |
| Klint Çollaku          | Do t'ja dal            | Endrit Shani           | Pandi Laço                     |
| Manjola Nallbani       | Ora e jetës            | Eriona Rushiti         | Eriona Rushiti                 |
| Mirud                  | Nëse vdes              | Durim Morina           | Durim Morina                   |
| Orgesa Zaimi           | Valixhja e kujtimeve   | Gridi Kraja            | Olti Curri                     |
| Rosela Gjylbegu        | Vashëzo                | Eriona Rushiti         | Rosela Gjylbegu                |
| Sardi Strugaj          | Kam me t'ba me kajt    | Edesa Malci            | Sardi Strugaj                  |
| Stefan Marena          | Meteor                 | Gramoz Kozeli          | Klotilda Klo Harka             |
| Viktor Tahiraj         | Nënë                   | Viktor Tahiraj         | Viktor Tahiraj                 |
| Wendi Mancaku          | Vesi i shpirtit tim    | Rozana Radi            | Rozana Radi                    |
| Xhesika Polo           | Më mbron               | Marko Polo             | Aleksandër Seitaj              |

#### Demi finales
Les deux demi-finales de Festivali i Këngës ontlieu les 21 décembre et 22 décembre 2020. Au cours de la première demi-finale, les participants interprètent la version studio officielle de leurs entrées, tandis que lors de la deuxième demi-finale, ils présentent leurs versions acoustiques. Avant la deuxième demi-finale, les votes d'un jury d'experts ont sélectionné dix-huit chansons pour se qualifier pour la finale.

#### Finale
La finale du Festivali i Këngës a lieu le 23 décembre 2020. Dix-huit chansons concourrent. Le gagnant est déterminé par la combinaison des votes d'un jury de sept membres : Andri Xhahu, Kastriot Çaushi, Prec Zogaj, Rame Lahaj, Robert Radoja, Vasil Tole et Zana Shuteriqi. 
- Vainqueur
- Deuxième
- Troisième

| Ordre | Artiste           | Chanson               |
| ----- | ----------------- | --------------------- |
| 1     | Sardi Strugaj     | Kam me t'ba me kajt   |
| 2     | Xhesika Polo      | Më mbron              |
| 3     | Orgesa Zaimi      | Valixhja e kujtimeve  |
| 4     | Wendi Mancaku     | Vesi i shpirtit tim   |
| 5     | Era Rusi          | Zjarri im             |
| 6     | Gjergj Kaçinari   | Më jep jetë           |
| 7     | Rosela Gjylbegu   | Vashëzo               |
| 8     | Devis Xherahu     | Peng                  |
| 9     | Mirud             | Nëse vdes             |
| 10    | Gigliola Haveriku | E lirë                |
| 11    | Viktor Tahiraj    | Nënë                  |
| 12    | Kamela Islamaj    | Kujtimet s'kanë formë |
| 13    | Florent Abrashi   | Vajzë                 |
| 14    | Inis Neziri       | Pendesë               |
| 15    | Evi Reçi          | Tjerr                 |
| 16    | Anxhela Peristeri | Karma                 |
| 17    | Festina Mejzini   | Kush je ti dashuri    |
| 18    | Kastro Zizo       | Vallja e jetës        |

Au terme de l'émission, Anxhela Peristeri est déclarée gagnante avec sa chanson Karma et devient ainsi la représentante du pays pour le Concours Eurovision de la chanson 2021.

## À l'Eurovision
L'Albanie participe à la deuxième demi-finale du 20 mai 2021. Elle s'y classe 10e avec 112 points, se qualifiant donc pour la finale. Lors de celle-ci, elle termine à la 21e place avec 57 points.